# 剛鐸烽火台
在托爾金的奇幻小說裡，剛鐸烽火台（英語：Warning beacons of Gondor）是中土大陸剛鐸邊境的一個警戒系統，這些烽火台建立在白色山脈的七座山峰上，從剛鐸邊境一直延伸至洛汗，用於示警和求援。
後來有人推測：托爾金小說中的烽火台可能有受到了《聖經》故事的影響。

## 七座山峰
烽火台所在的七座山峰從東至西分別為阿蒙丁、愛倫那赫、那多、伊利拉斯、明瑞蒙、加侖漢及哈力費理安。

## 歷史
在第三紀元早期，剛鐸各地之間主要是依靠真知晶球來相互聯繫的，但由於後來真知晶球相繼失散，變得需要一種新的聯絡方式，於是在剛鐸攝政王的命令之下，建立了阿蒙丁山上的烽火台，此後各個烽火台相繼被建立。當第三紀元2510年洛汗人開始定居於卡蘭納宏時，最後一座剛鐸烽火台建立在洛汗邊界的哈力費理安，這讓剛鐸在需要援助之時可迅速將訊息傳遞給盟友洛汗。烽火台所在之處亦設有驛站，讓信始能夠乘著快馬盡速將消息傳達給北方的洛汗或南方的貝爾法拉斯去。
魔戒聖戰時期，當索倫的軍隊進攻米那斯提力斯前，攝政王迪耐瑟二世運用點燃烽火台招喚洛汗的希優頓王前來救援。甘道夫與皮聘前往剛鐸途中正好見到了烽火台被點燃。

## 改編描述
在彼得·傑克森的《魔戒三部曲：王者再臨》中，剛鐸烽火台有部分取景於紐西蘭的岡恩山（Mount Gunn），紐西蘭最高峰庫克山在畫面中也有出現。電影裡點燃烽火的場景由於拍得氣勢磅礡、且搭配激昂的配樂，而因此成為魔戒電影中最知名的場景之一。導演傑克森對於烽火台的場景特別有感觸，他表示：「我自己曾經踏遍紐西蘭的高山，真的無法想像就在雪山峰頂會有一群人守衛著烽火台，幾百年來永遠不知道何時得點火」。
電影裡與原著明顯不同的是，迪耐瑟拒絕向洛汗國求援，迫使甘道夫令皮聘暗中點燃米那斯提力斯的烽火，一旦完成這一點，其他各處烽火亦相繼點燃，最後是亞拉岡在伊多拉斯見到了烽火並報知希優頓。